# Landschaftsschutzgebiet Berumerfehner - Meerhusener Moor

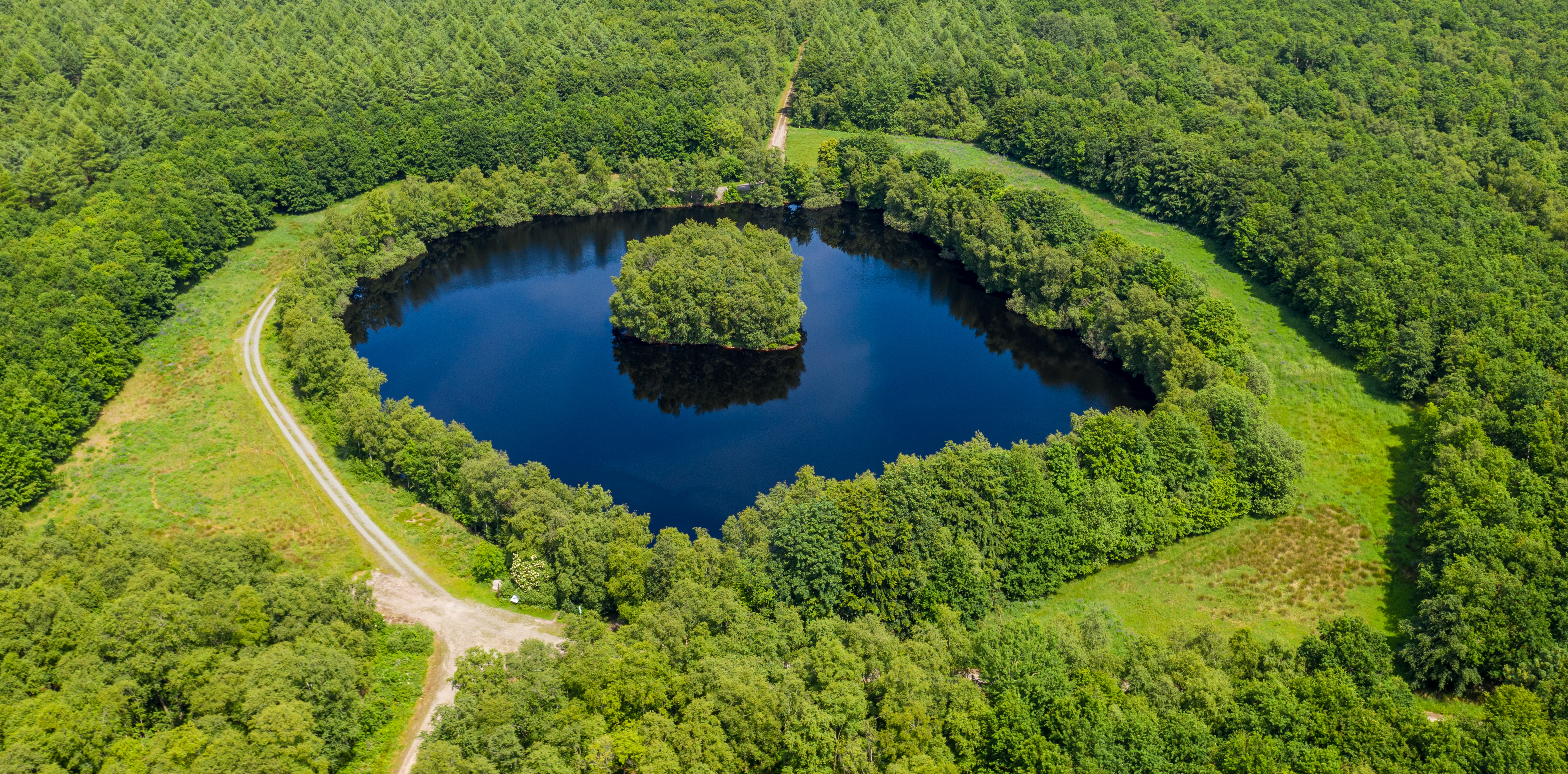
Unbenannter See im Landschaftsschutzgebiet Berumerfehner – Meerhusener Moor.

Das Landschaftsschutzgebiet Berumerfehner-Meerhusener Moor ist ein aus vier räumlich voneinander getrennten Gebieten bestehendes Landschaftsschutzgebiet auf Teilbereichen der Landkreise Aurich und Wittmund des Bundeslandes Niedersachsen. Das Areal liegt in Teilbereichen der Gemeinden Großheide, der Samtgemeinde Holtriem sowie der Stadt Aurich in Ostfriesland. Insgesamt ist es 17,26 Quadratkilometer groß. Das Areal wurde am wurde am 12. April 1973 als Landschaftsschutzgebiet (LSG) ausgewiesen. In das LSG eingebettet liegt das 1180 Hektar umfassende Naturschutzgebiet Ewiges Meer und Umgebung.

## Beschreibung des Gebietes
Das Gebiet liegt im Übergangsbereich zwischen der Dietrichsfelder bzw. Ochtersumer Geest mit der Sandkuppe im Randbereich des Badesees Tannenhausen sowie den Tannenhausener beziehungsweise Meerhusener Mooren. Es zeichnet sich durch ein offenes bis halboffenes Landschaftsbild aus und besteht überwiegend aus Grünland und stellenweisen Hecken- und Wallheckenbeständen. Teil des Schutzgebietes ist auch der sogenannte Königskeil. Dort betrieb die Aurich-Wiesmoor-Torfvertriebs GmbH im nördlichen Bereich bis zum Jahr 2013 den Torfabbau. Im Anschluss wurden alle Einrichtungen zurückgebaut. Die Abbaubereiche wurden auf einer Resttorfmächtigkeit von mindestens 50 cm wiedervernässt und renaturiert. Auf vielen der ehemaligen Abbauflächen hat sich inzwischen ein Torfmooswachstum eingestellt. Die abgetorfte Teile südlichen Teilbereichess werden seit 1974 aufgeforstet. Der dabei entstandene, heute etwa 3,5 Quadratkilometer große Wald gehört zu den Niedersächsischen Landesforsten und wird von der Auricher Revierförsterei Meerhusen im Forstamt Neuenburg betreut.